# Constantin Diamandi
Constantin Diamandi - scris și Diamandy - (n. 1868, Idrici, România – d. 1932, Idrici, Roșiești, Vaslui, România) a fost un diplomat, ministru plenipotențiar al României la începutul secolului al XX-lea. A avut o contribuție remarcabilă la perfectarea acordului României cu Antanta în 1916.
Constantin Diamandy a fost membru al unei familii boierești din Idrici, Vaslui, Moldova, de obârșie grecească. Tatăl său era Iancu Diamandy, deputat, senator și prefect de Bârlad. Mama sa a fost Cleopatra Catargi. A fost frate cu dramaturgul, gazetarul, editorul și politicianul George Diamandy (1867-1917). A participat la numeroase manifestări culturale în Bârlad (mai ales în cadrul „Academiei Bârlădene”).